# Уолтон, Джим
Джеймс Карр Уолтон (англ. James Carr Walton; род. 7 июня 1948, Ньюпорт) — американский бизнесмен.

## Детство и образование
Джим Карр Уолтон родился в небольшом городке Ньюпорт на берегу реки Уайт-Ривер, штат Арканзас, где прожил пару лет. В 1950 году семейство перебралось в Бентонвилль – город с населением всего 3000 человек, где уже в 1952 году его отец – Сэм Уолтон – открыл свой первый магазинчик под названием «Walton’s Five and Dime». Мать Джима – Хелен Уолтон – была из состоятельной семьи, а её отец в своё время неплохо помог материально Сэму для того, чтобы его мечта воплотилась в реальность. Джим был третьим ребёнком в семье, кроме него в браке у Хелен и Сэма родились девочка Элис и мальчики Роб и Джон (ныне покойный).
Джим обучался в государственной школе Бентонвилля, причём, в отличие от многих своих сверстников, ему нравился и сам процесс обучения, и внеклассное времяпровождение, которое было неотъемлемой составляющей его школьной жизни. Он был активен, талантлив и восприимчив к новым знаниям – учителя отмечали его способности, а одноклассники ценили за доброту и отзывчивость. Уолтон был президентом младших классов, а по окончании школы всерьёз увлёкся футболом и даже выступал за команду, игравшую на государственном уровне. Кроме футбола младшего из наследников империи Уолтон интересовало небо – так, же как и его брат Джон, он был влюблён в профессию лётчика и даже научился управлять самолётом. Однако спортивная карьера, так же как и карьера в авиации остались лишь в мыслях будущего миллиардера, а сам он выбрал более приземлённый путь.
По окончании школы Уолтон поступил в Университет Арканзаса, расположенный в Фейтвилле, который успешно окончил в 1971 году со степенью бакалавра делового администрирования. Во время обучения в университете, Джим Уолтон был членом Lambda Chi Alpha (ΛΧΑ) – одного из старейших и престижнейших мужских братств не только Северной Америки, но и Канады.

## Карьера
В 1972 году, буквально через год после получения диплома, Уолтон стал частью семейного бизнеса и первое, что ему доверил отец, были сделки по недвижимости. Прослужив на этой должности 4 года и поднабравшись опыта, Джим Уолтон в 1975 году стал президентом семейного предприятия Walton Enterprises.
После смерти отца в 1992 году, половина бизнеса Сэма Уолтона (вторая принадлежала его родному брату Баду), была поделена между его женой и четырьмя детьми в равных размерах. Его брат Роб занял место председателя совета директоров компании «Walmart», а Джон стал директором компании. Все изменилось после трагических событий, развернувшихся в 2005-м – самолёт, пилотируемый Джоном Уолтом, разбился — причины трагедии так и остались неизвестны. Однако компании требовался руководитель и им стал Джим. В настоящее время он по-прежнему занимает эту должность, а также параллельно возглавляет отдел стратегического планирования и финансовый комитет. Кроме того, он является председателем и главным исполнительным  директором банковской группы Arvest Bank Group, Inc и председателем сообщества издателей Publishers, Inc.
Магазины «Walmart» можно встретить практически в любом уголке мира, но есть один нюанс — в разных странах они функционируют под разными названиями. Так, в Мексике «Walmart» известен как Walmex, в Великобритании как ASDA, а в Японии как Seiyu.

## Достижения и личная жизнь
В ежегодном списке «Форбс» по состоянию на 2016 год Джим Уолтон занимает 15 место с общим состоянием в 33,6 миллиарда долларов.  Несмотря на такое положение в обществе, Уолтона сложно назвать типичным богачом – он ведёт довольно скромный образ жизни, редко появляется на тусовках и не «радует» прессу скандалами. Уолтон женат на Линн Макнаббе, у них есть трое детей: Алиса Энн Уолтон, Томас Лэйтон Уолтон и Стюарт Лоренс Уолтон.